# Аррою-ду-Мею
Аррою-ду-Мею (порт. Arroio do Meio) — муниципалитет в Бразилии, входит в штат Риу-Гранди-ду-Сул. Составная часть мезорегиона Восточно-центральная часть штата Риу-Гранди-ду-Сул. Входит в экономико-статистический микрорегион Лажеаду-Эстрела. Население составляет 18 079 человек на 2007 год. Занимает площадь 157,955 км². Плотность населения — 117,7 чел./км².

## История
Город основан в 1853 году.

## Статистика
- Валовой внутренний продукт на 2003 составляет 442 512 446,00 реалов (данные: Бразильский институт географии и статистики).
- Валовой внутренний продукт на душу населения на 2003 составляет 24 808,68 реалов (данные: Бразильский институт географии и статистики).
- Индекс развития человеческого потенциала на 2000 составляет 0,837 (данные: Программа развития ООН).